# Atje Keulen-Deelstra
Atje Keulen-Deelstra (ur. 31 grudnia 1938 w Grou, zm. 22 lutego 2013 w Leeuwarden) – holenderska łyżwiarka szybka, trzykrotna medalistka olimpijska i wielokrotna medalistka mistrzostw świata.

## Kariera
Karierę rozpoczęła dopiero w wieku 31 lat, po urodzeniu trójki dzieci. Pierwszy sukces w karierze osiągnęła w 1970 roku, zwyciężając podczas wielobojowych mistrzostw świata w West Allis. W tym samym roku zdobyła też brązowy medal na mistrzostwach świata w wieloboju sprinterskim w West Allis, ulegając tylko dwóm reprezentantkom ZSRR: Ludmile Titowej i Ninie Statkiewicz. W 1972 roku wzięła udział w igrzyskach olimpijskich w Sapporo, zdobywając trzy medale. W pierwszym starcie, biegu na 500 m była szósta, jednak już dwa dni później zdobyła srebrny medal w biegu na 1000 m. Rozdzieliła tym samym Monikę Pflug z RFN i Amerykankę Anne Henning. Wywalczyła także brązowe medale na dystansach 1500 i 3000 m, w obu przypadkach przegrywając tylko ze swą rodaczką Stien Baas-Kaiser i Dianne Holum z USA. W tym samym roku zwyciężyła na wielobojowych mistrzostwach świata w Heerenveen oraz wielobojowych mistrzostwach Europy w Inzell. Kolejne trzy medale zdobyła w 1973 roku, zwyciężając na wielobojowych mistrzostwach świata w Strömsund i mistrzostwach Europy w Brandbu oraz zajmując drugie miejsce na sprinterskich mistrzostwach świata w Oslo, gdzie przegrała tylko z Sheilą Young z USA. Wyniki te powtórzyła w 1974 roku, zdobywając złote medale podczas wielobojowych mistrzostw świata w Heerenveen i mistrzostw Europy w Medeo oraz srebrny na sprinterskich mistrzostwach świata w Innsbrucku.
Dwukrotnie ustanawiała rekordy świata.
Jej córka Boukje Keulen również uprawiała łyżwiarstwo szybkie.